# La verità (film)
La verità (La Vérité) è un film del 1960 diretto da Henri-Georges Clouzot.
È stato candidato all'Oscar al miglior film in lingua straniera ai premi Oscar 1961.

## Trama
Parigi, inizio anni Sessanta. La bella Dominique Marceau è accusata dell'omicidio di Gilbert Tellier, il suo ex fidanzato. Imprigionata, deve subire un processo che potrebbe condannarla alla pena capitale. È nell'ostilità generale che compare davanti al giudice, afflitta dalla fama di donna dai facili costumi. Sotto gli sguardi dei giurati, dei poliziotti e degli astanti, che la osservano con disprezzo, ha inizio il racconto della propria vita e del periodo precedente il delitto, mentre la scena si divide tra l'aula di tribunale e numerosi flashback.
Nata a Rennes, ha subito le prime discriminazioni in casa, dove i genitori non hanno mai nascosto la predilezione per la sorella Annie, studiosa e suonatrice di violino, un vero modello di virtù rispetto a cui Dominique si pone come emblema del vizio, dedita a una vita dissipata. Successivamente alle sorelle viene affittato un piccolo appartamento in un quartiere di Parigi: Annie entra in un'orchestra, mentre Dominique inizia a frequentare i locali della Rive gauche, conducendo con i giovani intellettuali che la popolano una vita gaudente e spensierata.
Quando Gilbert, il direttore dell'orchestra di Annie, con cui si è fidanzato, conosce l'avvenente protagonista, rimane attratto dalla sua bellezza e se ne professa innamorato, mentre la giovane, credendo di aver trovato per la prima volta qualcuno che provi per lei un sentimento vero, cede alla passione. Dominique, che già prima agiva sulla spinta dell'ingenuità e della reazione al disprezzo da cui era circondata, consacra, senza soluzione di continuità, la propria vita al principe azzurro tanto aspettato. Questi però dimostra presto le sue vere intenzioni: attratto dalla carriera musicale, trascura la ragazza mostrandosi insensibile ai suoi bisogni e prorompendo in frequenti scenate di gelosia per l'atteggiamento disinvolto che le vede intraprendere con i clienti dello Spoutnik, un locale in cui è stata assunta.
Dietro all'atteggiamento della donna non c'è tuttavia alcuna cattiveria, e i rapporti fugaci cui cede sono la conseguenza delle poche attenzioni di Gilbert, che non cessa di amare, tanto che, dopo esserne stata lasciata, attraversa un periodo di depressione e si abbassa ad avere rapporti a pagamento.
In tribunale, Dominique viene discriminata da tutti, mentre Gilbert è rispettato in quanto uomo e in quanto membro della società perbenista cui appartiene. Solo l'avvocato difensore prova a dimostrare la limpidezza morale della fanciulla, e nonostante riesca a determinarla con prove concrete, non riesce ad impedire che queste vengano volutamente travisate dalla giuria e falsificate dal talentuoso Éparvier, esponente dell'accusa.
In breve il processo giunge al momento culminante: Gilbert è tornato con Annie, ma Dominique, che non ha smesso di amarlo, corre da lui d'improvviso una notte, accompagnata dal crescendo finale dell'Uccello di fuoco stravinskiano, realizzazione musicale della passione che la travolge. L'uomo vive con lei una notte d'amore, cedendo ad una tentazione meramente fisica, e il mattino dopo la liquida brutalmente. La giovane, sconvolta, si procura una pistola con l'intenzione di suicidarsi, raggiunge nuovamente la casa dell'amato cercando disperatamente di commuoverlo con l'arma rivolta verso di sé, ma di fronte all'indifferenza di questi, che la incita a spararsi, apre il fuoco in un momento di follia, uccidendo Gilbert, e tenta poi di togliersi la vita con il gas.
La ragazza non ha mai negato il fatto, eppure la corte cerca di dimostrare come le sue reali intenzioni fossero quelle di commettere un omicidio, deridendo il tentativo di suicidio della donna come semplice simulazione. Siamo alla fine: la seduta è sospesa, e durante la notte Dominique si dà la morte, lasciando Éparvier in preda allo sconcerto: non gli sarà possibile vincere la causa.

## Produzione
Dopo il fallimento al botteghino del suo ultimo film Le spie, il produttore Raoul Levy consigliò al regista di scegliere come protagonista la giovane attrice Brigitte Bardot, un grande richiamo per il pubblico. Il film si ispira ad un fatto reale avvenuto nel 1953 quando la giovane Pauline Dubuisson viene condannata all'ergastolo per aver ucciso il fidanzato che l'aveva lasciato per un'altra: il contesto e la psicologia dei personaggi si rivelano però molto diversi dai fatti reali.
Jean-Paul Belmondo, Jean-Pierre Cassel e Jean-Louis Trintignant furono tra gli attori considerati per il ruolo di Gilbert, prima che venisse scelto Sami Frey. Bardot, all'epoca sposata con Jacques Charrier, ebbe con Frey una relazione segreta sul set.
Durante le riprese, Clouzot maltrattava e insultava l'attrice, fino ad arrivare a schiaffeggiarla in un'occasione perché aveva sbagliato un ciak. Il regista ebbe in seguito un attacco cardiaco che fece sospendere le riprese per una settimana. Già provata dalla lavorazione del film, Bardot tentò il suicidio tagliandosi le vene nel settembre del 1960, dopo una discussione col marito riguardo alla sua relazione con Frey, che era stata scoperta dalla stampa.
Pochi giorni prima dell'uscita, il New York Times scrisse che: «probabilmente nessun altro film negli ultimi anni, perlomeno in Francia, è mai stato soggetto a così tante attenzioni prima della sua uscita. Due anni di preparazione, sei mesi di riprese, set blindati alla stampa e il tutto culminato nel tentato suicidio della star [...] Brigitte Bardot».

## Accoglienza
Con un totale di 5,7 milioni di ammissioni, il film fu il terzo maggior incasso al botteghino francese del 1960 dietro a Ben-Hur e La spada degli Orléans, nonché il più redditizio della carriera dell'attrice. Ottenne una candidatura all'Oscar al miglior film straniero, vinto poi dalla Svezia con La fontana della vergine di Ingmar Bergman.

## Riconoscimenti
- 1961 - Premi Oscar[10]
  - Candidato al miglior film in lingua straniera
- 1961 - Golden Globe
  - Miglior film straniero
- 1961 - David di Donatello
  - Migliore attrice straniera a Brigitte Bardot
- 1961 - Festival internazionale del cinema di Mar del Plata
  - Miglior regista a Henri-Georges Clouzot
  - In competizione per il miglior film internazionale